# Mr. Belvedere (serie televisiva)
Mr. Belvedere è una serie televisiva statunitense in 117 episodi trasmessi per la prima volta nel corso di 6 stagioni dal 1985 al 1990.
Il protagonista è il personaggio del maggiordomo Lynn Aloysius Belvedere creato dall'autore Gwen Davenport nel suo romanzo Belvedere del 1947 che è protagonista anche di tre film girati tra il 1948 e il 1951: Governante rubacuori, Il signor Belvedere va in collegio e Mr. Belvedere suona la campana. La serie iniziò le trasmissioni nel 1985 ma già nei decenni precedenti si era tentato di produrre una serie televisiva con Belvedere con tre film per la televisione che possono essere considerati, anche se i progetti non vennero poi finalizzati, tre pilot della serie, usciti nel 1956, nel 1959 e nel 1965.

## Trama
Il maggiordomo inglese Lynn Aloysius Belvedere viene assunto da una famiglia borghese statunitense, guidata da George Owens,  di Beaver Falls, Pennsylvania, un sobborgo di Pittsburgh. Il sarcastico ed elegante governante si sforza per adattarsi alla famiglia Owens e sul suo rapporto con i modi per lui non convenzionali della famiglia si basano i risvolti comici della sitcom.

## Personaggi
- Mr. Lynn Aloysius Belvedere (117 episodi, 1985-1990), interpretato da	Christopher Hewett.
- Marsha Cameron Owens (117 episodi, 1985-1990), interpretata da	Ilene Graff.
- Wesley T. Owens (117 episodi, 1985-1990), interpretato da	Brice Beckham.
- Heather Owens (116 episodi, 1985-1990), interpretata da	Tracy Wells.
- Kevin Owens (115 episodi, 1985-1990), interpretato da	Rob Stone.
- George Owens (115 episodi, 1985-1990), interpretato da	Bob Uecker.
- Angela Shostakovich (24 episodi, 1985-1990), interpretato da	Michele Matheson.
- Miles Knobnoster (11 episodi, 1985-1988), interpretato da	Casey Ellison.
- TV Announcer (9 episodi, 1985-1989), interpretato da	Michael Villani.
- Skip Hollings (7 episodi, 1986-1990), interpretato da	Norman Bartold.
- Carl (7 episodi, 1986-1990), interpretato da	Willie Garson.
- Wendy (6 episodi, 1986-1989), interpretato da	Winifred Freedman.
- Uomo (5 episodi, 1985-1988), interpretato da	Mario Roccuzzo.
- Se stesso (4 episodi, 1986-1990), interpretato da	Robert Goulet.
- Carl Putnam (4 episodi, 1986-1989), interpretato da	Jack Dodson.
- Attendant (4 episodi, 1987-1990), interpretato da	Michael Goldfinger.
- Marjorie (4 episodi, 1988-1990), interpretata da	Laura Mooney.
- Casey O'Connell (4 episodi, 1988-1989), interpretata da	Eileen Seeley.
- Edna Wilks (3 episodi, 1985-1989), interpretata da	Miriam Byrd-Nethery.
- Bart Hammond (3 episodi, 1986-1989), interpretato da	Raleigh Bond.
- Eva (3 episodi, 1987-1989), interpretato da	Mary Gillis.
- Louise Marie Gilbert (3 episodi, 1989-1990), interpretata da	Rosemary Forsyth.
- Mrs. Checchini (3 episodi, 1989-1990), interpretata da	Eve Smith.

## Produzione
La serie fu prodotta da 20th Century Fox Television e Lazy B / F.O.B. Productions e girata negli studios della ABC Television Center a Los Angeles in California. Le musiche furono composte da Gary Portnoy e Judy Hart Angelo che composero anche il tema musicale cantato da Leon Redbone According to our new arrivals.

### Registi
Tra i registi della serie sono accreditati:
- Don Corvan (56 episodi, 1987-1990)
- Noam Pitlik (44 episodi, 1985-1987)
- Tony Sheehan (9 episodi, 1985-1988)
- Michael Zinberg (3 episodi, 1987-1988)
- Alan Bergmann (2 episodi, 1987)

## Distribuzione
La serie fu trasmessa negli Stati Uniti dal 1985 al 1990 sulla rete televisiva ABC. In Italia è stata trasmessa dal 1987 su RaiDue con il titolo Mr. Belvedere.
Alcune delle uscite internazionali sono state:
- negli Stati Uniti il 15 marzo 1985 (Mr. Belvedere)
- in Svezia il 16 gennaio 1989
- in Spagna (Mister Belvedere)
- in Germania Ovest (Mr. Belvedere)
- in Italia (Mr. Belvedere)

## Episodi
| Stagione         | Episodi | Prima TV USA | Prima TV Italia |
| ---------------- | ------- | ------------ | --------------- |
| Prima stagione   | 7       | 1985         |                 |
| Seconda stagione | 22      | 1985-1986    |                 |
| Terza stagione   | 22      | 1986-1987    |                 |
| Quarta stagione  | 20      | 1987-1988    |                 |
| Quinta stagione  | 24      | 1988-1989    |                 |
| Sesta stagione   | 22      | 1989-1990    |                 |

È stato girato anche un episodio pilota che però non è mai andato in onda.